# 재클린 에머슨
재클린 "재키" 에머슨(Jacqueline "Jackie" Emerson, 1994년 8월 21일 ~ )은 미국의 배우이자 록 밴드 Devo 2.0의 구성원이다.